# 陳焯 (清朝畫家)
陳焯（?—?），字英之，號無軒，浙江烏程（今湖州）人，清朝畫家。
貢生出身，官镇海训导。工书法，擅長山水畫。著有《湘管齋寓賞編》、《湘管斋诗稿》、《清源杂志》等。